# Lebak (Sultan Kudarat)
Lebak is een gemeente in de Filipijnse provincie Sultan Kudarat op het eiland Mindanao. Bij de laatste census in 2007 had de gemeente ruim 77 duizend inwoners.

## Geografie

### Bestuurlijke indeling

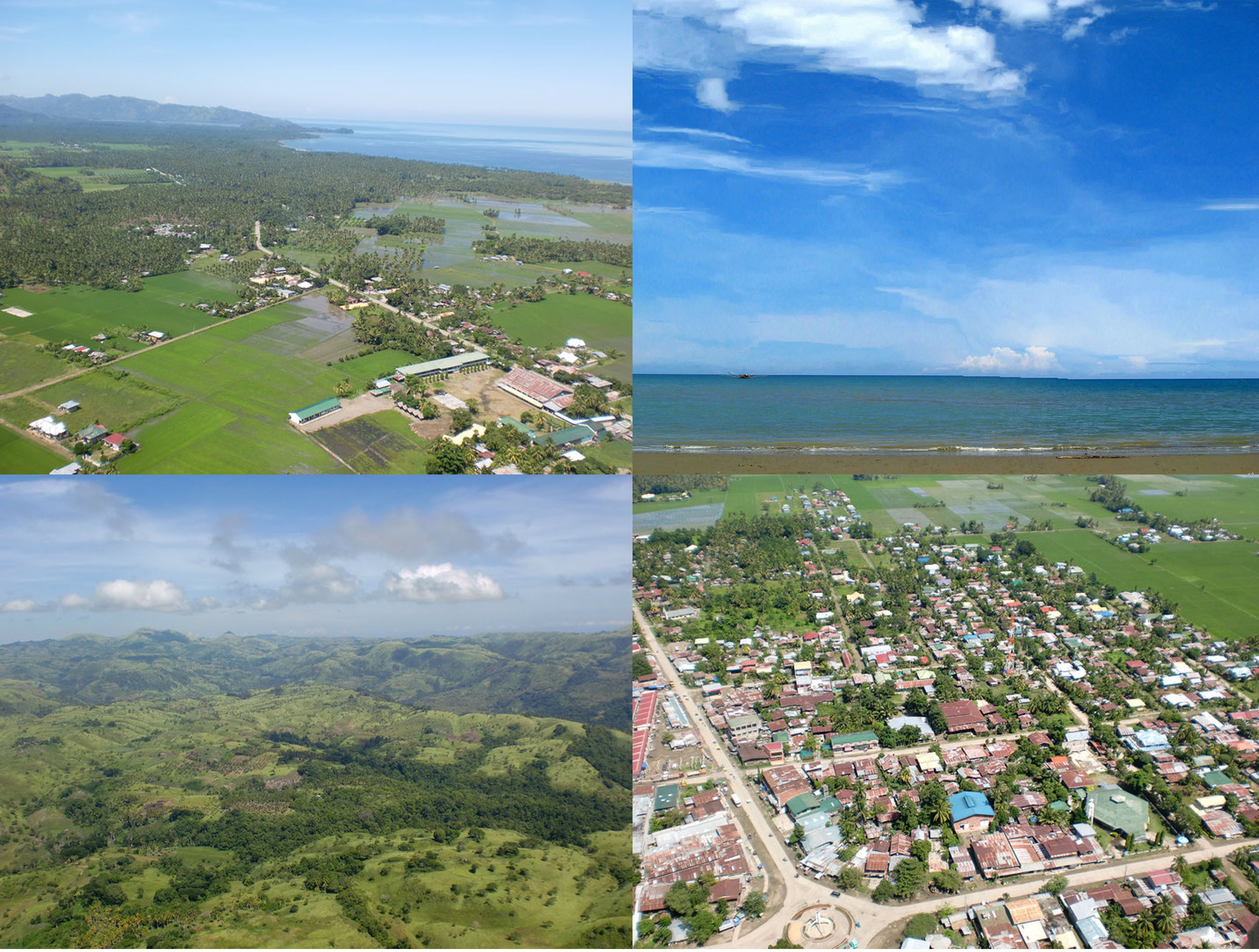
Lebak

Lebak is onderverdeeld in de volgende 27 barangays:
| - Aurelio F. Freires - Barurao - Barurao II - Basak - Bolebok - Bululawan - Capilan - Christiannuevo - Datu Karon - Kalamongog - Keytodac - Kinodalan - New Calinog - Nuling | - Pansud - Pasandalan - Poblacion - Poblacion III - Poloy-poloy - Purikay - Ragandang - Salaman - Salangsang - Taguisa - Tibpuan - Tran - Villamonte |

## Demografie
Lebak had bij de census van 2007 een inwoneraantal van 77.139 mensen. Dit zijn 6.240 mensen (8,8%) meer dan bij de vorige census van 2000. De gemiddelde jaarlijkse groei komt daarmee uit op 1,17%, hetgeen lager is dan het landelijk jaarlijks gemiddelde over deze periode (2,04%). Vergeleken met de census van 1995 is het aantal mensen met 15.255 (24,7%) toegenomen.

De bevolkingsdichtheid van Lebak was ten tijde van de laatste census, met 77.139 inwoners op 470,86 km², 131,4 mensen per km².